# محمد كالون
محمد كالون أو محمد حسين كالون (مواليد 6 أكتوبر 1979 في كينيما، سيراليون)، نشأ في أسرة مسلمة لذا فهو يعتنق الإسلام، كما هو الحال أيضاً مع زوجته، ويعد أشهر لاعب كرة قدم سيراليوني، ويمتلك في بلاده نادياً لكرة القدم يحمل اسمه (Kallon F.C).
لعب مع عدة أندية وفرق عالمية شهيرة، مثل فريق إنتر ميلان الإيطالي وفريق موناكو الفرنسي وفريق الاتحاد السعودي، ويلعب حاليا لأحد الأندية الصينية في شنغهاي، ويدعى شانيكسي تشانبا (Shaanxi Chanba).
اشتهر كالون عالمياً عندما كان لاعباً احتياطياً وبديلاً لأعظم لاعب كرة قدم عامي 1996 و1997، وهو اللاعب البرازيلي الشهير رونالدو عندما كانا معاً في نادي إنتر ميلان الإيطالي حتى سنة 2001، وأيضاً عندما أعير من نادي موناكو الفرنسي لنادي الاتحاد السعودي بمبلغ 4.5 ملايين يورو عام 2005، إذ حقق معه بطولة دوري أبطال آسيا 2005 للمرة الثانية على التوالي، وحاز معه على لقب هداف تلك البطولة، بالإضافة إلى مشاركته في بطولة كأس العالم للأندية 2005 مع فريقه - في ذلك الوقت أيضا - نادي الاتحاد السعودي الذي حل رابعاً في تلك البطولة.

## روابط خارجية
- محمد كالون على موقع الاتحاد الدولي (مؤرشف)  (الإنجليزية)
- محمد كالون على موقع رابطة كرة القدم الفرنسية للمحترفين (الإنجليزية)
- محمد كالون على موقع قاعدة بيانات كرة القدم.إي يو (الإنجليزية)
- محمد كالون على موقع ناشيونال فوتبول تيمز (الإنجليزية)
- محمد كالون على موقع Soccerway.com (الإنجليزية)
- محمد كالون على موقع عالم كرة القدم.نت (الإنجليزية)
- محمد كالون على موقع كووورة